# 러즈반 코치슈
러즈반 바실레 코치슈(루마니아어: Răzvan Vasile Cociș rəzˈvan ˈkotʃiʃ[*], 1983년 2월 19일, 클루지 주 클루지-나포카 ~)는 루마니아의 전직 축구 선수이다. 그는 주로 공격형 미드필더를 맡았지만, 중원 어느 위치에서든 제 역할을 수행하는 것은 물론, 공격수도 맡을 수 있었다. 그는 공을 세심히 제어하는 것으로 알려져 있다.

## 클럽 경력
코치시는 명망 높은 우니베르시타테아 클루지의 유소년부를 다른 몇몇 동기들과 전국 유소년 대회 우승으로 졸업했다. 불과 21세의 나이로 주전으로 도약한 그는 스타드 렌을 비롯해 여러 구단의 제의를 받았다는 소문이 돌았으나, 시즌 끝에 같은 세대의 게오르게 플로레스쿠와 함께 몰도바의 셰리프 티라스폴로 이적했다.
그는 2009년 12월 31일까지 유효한 로코모티프 모스크바와의 계약을 체결했고, 그의 이적료는 €2.6M이었다. 그는 루빈 카잔과의 경기에서 러시아 리그 1호골을 기록했다. 우니베르시타테아 클루지와 셰리프 티라스폴을 거친 그는 2010년 3월 1일에 폴리테흐니카 티미쇼아라와 3개월 계약을 체결했고, 5년 연장 계약도 가능성도 열어두었다. 5월 22일, 러즈반 코치슈는 사우디아라비아의 알-나스르로 이적했다.
2011년 2월 25일, 그는 알-나스르에서 우크라이나의 카르파티 리비우로 임대되었다. 그는 1-0으로 이긴 샤흐타르 도네츠크와의 경기에서 카르파티 1호골을 기록했다. 6월, 그는 2010-11 시즌에 카르파티로의 완전 이적 계약을 체결했다.
2014년 7월 14일, 코치슈는 메이저 리그 사커의 시카고 파이어 이적이 확정되었다. 그는 2016년 1월 23일에 재계약했다. 2016년 11월 23일, 시카고 파이어는 계약을 연장하지 않은 코치슈와 결별했음을 발표했다.

## 국가대표팀 경력
2005년 8월 17일, 코치슈는 2-0으로 이긴 안도라전에서 국가대표팀 신고식을 치렀다.

### 국가대표팀 득점 목록
| 1                     | 2006년 2월 28일 | 키프로스 니코시아 GSP             | 아르메니아 | 2–0 | 2–0 | 친선경기             |
| 2                     | 2008년 9월 10일 | 페로 제도 토르스하운 토르스뵐루르 | 페로 제도  | 1–0 | 1–0 | 2010년 월드컵 예선전 |
| 2011년 11월 11일 기준 |                 |                                   |            |     |     |                      |

## 사생활
2015년 7월 13일, 시카고 파이어는 러즈반이 미국 영주권을 취득해 메이저 리그 사커 선수 명단에서 국내 선수로도 분류되었다.

## 수상
우니베르시타테아 클루지
- 디비지아 C: 2000–01[9][10]

셰리프 티라스폴
- 디비지아 나치오날러: 2004–05, 2005–06, 2006–07[11]
- 쿠파 몰도베이: 2005–06[11]
- 수페르쿠파 몰도베이: 2004, 2005[11]

로코모티프 모스크바
- 러시아 컵: 2007[11]